# Trachinocephalus gauguini
Espèce
Statut de conservation UICN

 LC 28 juin 2018 : Préoccupation mineure
Trachinocephalus gauguini est une espèce de poissons de la famille des Synodontidae.

## Systématique
L'espèce Trachinocephalus gauguini a été décrite pour la première fois en 2016 par les ichtyologues colombiens Andrea Polanco Fernandez (d) et Arturo Acero Pizarro (d) et portoricain Ricardo Betancur-Rodriguez (d), à partir de l'analyse de divers spécimens précédemment identifiés comme appartenant à l'espèce Trachinocephalus myops collectés entre 1997 et 2011. 

## Distribution
Cette espèce est répartie dans l'océan Pacifique, plus particulièrement au large du Vanuatu, de la Papouasie-Nouvelle-Guinée et des Îles Marquises.

## Description
Trachinocephalus gauguini et une espèce pouvant mesurer jusqu'à 135 mm, et dont l'holotype mesure 124,5 mm.
Cette espèce se trouve principalement sur le plancher océanique au large, à des profondeurs variant généralement de 26 à 144 m.

## Étymologie
Son épithète spécifique, gauguini, est un hommage à Paul Gauguin, mort aux Îles Marquises dont sont issus les spécimens ayant permis de décrire l'espèce.

## Publication originale
- (en) A. Polanco F., A. Acero P. et R. Betancur-R., « No longer a circumtropical species: revision of the lizardfishes in the Trachinocephalus myops species complex, with description of a new species from the Marquesas Islands », Journal of Fish Biology, Wiley-Blackwell, vol. 89, no 2,‎ 26 juin 2016, p. 1-22 (ISSN 0022-1112 et 1095-8649, OCLC 1754591, PMID 27346275, DOI 10.1111/JFB.13038, lire en ligne).